# Cây Giáng Sinh

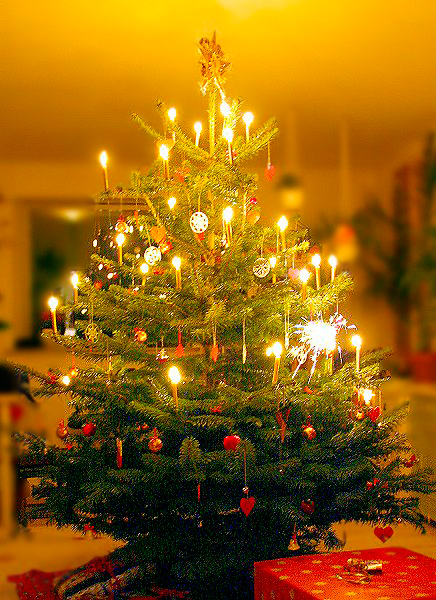
Một cây thông Giáng Sinh.

Cây Giáng sinh là cây xanh (thường là cây thông, nên còn gọi là cây thông Giáng Sinh, cây thông Noel) được trang hoàng để trưng bày trong dịp lễ Giáng sinh theo phong tục của người Kitô giáo.

## Lịch sử
Trong khi rõ ràng là cây Giáng sinh hiện đại có nguồn gốc từ nước Đức thời phục hưng từ thế kỷ 16, vẫn có một số giả thuyết và truyền thuyết được truyền tụng về nguồn gốc tối hậu của nó.
Theo  Encyclopædia Britannica , "Việc sử dụng cây xanh mãi, vòng hoa, và những dây trang trí tượng trưng cho sự sống đời đời là một phong tục của người Ai Cập cổ đại, Trung Quốc, và Do Thái cổ. "Cây thờ cúng" đã trở thành phổ biến trong số những người châu Âu ngoại đạo và tồn tại khi họ chuyển đổi sang Thiên Chúa giáo theo phong tục Scandinavia để trang trí nhà và chuồng, kho với cây thường xanh vào dịp năm mới để xua đuổi ma quỷ và thiết lập một cây trú ẩn cho chim muông trong mùa Giáng Sinh".

### Truyền thuyết

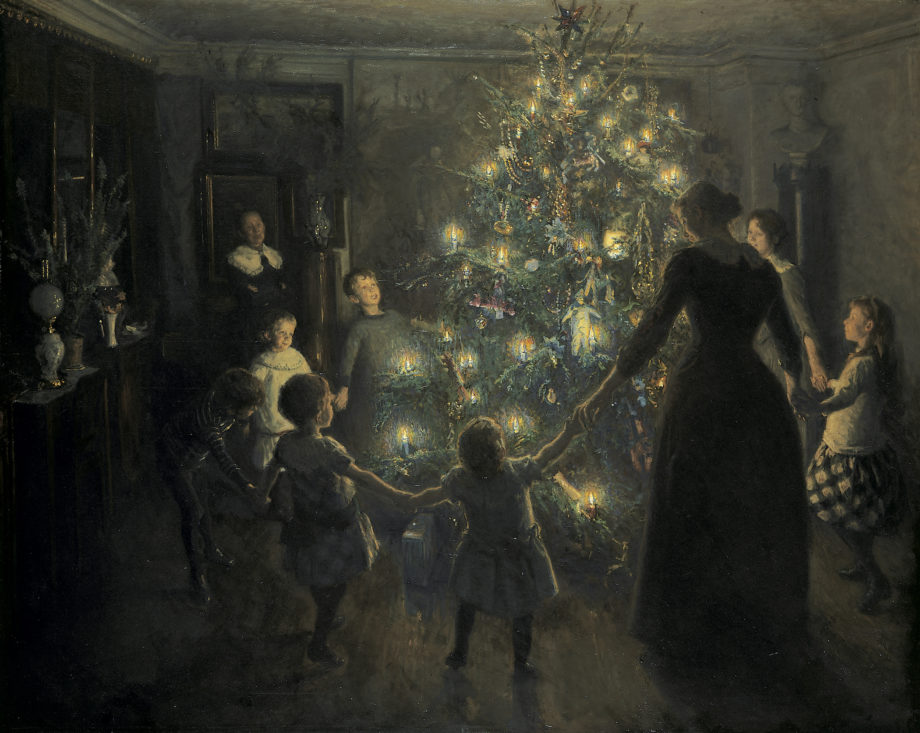
Tranh vẽ "Niềm vui Giáng sinh" của họa sĩ Đan Mạch Viggo Johansen (1891)

Vào thế kỷ thứ VIII, thánh Boniface, một thầy tu người Anh, trên đường hành hương, ông tình cờ bắt gặp một nhóm những kẻ không thờ thiên chúa sùng bái đang tập trung quanh một cây sồi lớn, dùng một đứa trẻ để tế thần. Để dừng buổi tế thần và cứu đứa trẻ, Boniface đã hạ gục cây sồi chỉ bằng một quả đấm. Tại nơi đó đã mọc lên một cây thông nhỏ. Vị thánh nói với những kẻ không thờ thiên chúa rằng cây thông nhỏ là cây sự sống và nó tượng trưng cho cuộc sống vĩnh hằng của Chúa cứu thế.
Theo một nguồn khác, thì giáo sĩ Boniface từ Anh sang Đức truyền bá đức tin Cơ Đốc. Ông đã tặng cho thành phố Geismer một cây thông tượng trưng cho tình thương và tín ngưỡng mới mà ông đã mang đến cho dân tộc Đức. Khi người Đức chấp nhận Cơ Đốc giáo, họ chọn cây thông làm cây giáng sinh (cây Noel) để nhắc nhở họ nhớ đến công ơn của thánh Boniface, người đã giúp họ dẹp bỏ tà thần trở lại thờ phượng Thiên Chúa.
Một truyền thuyết khác lại kể rằng, vào một đêm Noel đã rất lâu rồi có một người tiều phu nghèo khổ đang trên đường trở về nhà thì gặp một đứa trẻ bị lạc và lả đi vì đói. Mặc dù nghèo khó nhưng người tiều phu đã dành lại cho đứa trẻ chút thức ăn ít ỏi của mình và che chở cho nó yên giấc qua đêm. Vào buổi sáng khi thức dậy, ông nhìn thấy một cái cây đẹp lộng lẫy ngoài cửa. Hoá ra đứa trẻ đói khát tối hôm trước chính là Chúa cải trang. Chúa đã tạo ra cây để thưởng cho lòng nhân đức của người tiều phu tốt bụng.
Nguồn gốc thực của cây Giáng sinh có thể gắn liền với những vở kịch thiên đường. Vào thời Trung Cổ, những vở kịch về đạo đức được biểu diễn khắp Châu Âu, thông qua các vở kịch ấy người ta có thể truyền bá các câu chuyện Kinh Thánh. Những vở kịch nói về nguồn gốc của loài người và sự dại dột của Adam và Eva ở vườn Eden, thường được diễn vào ngày 24 tháng 12 hàng năm. Cây táo là một đạo cụ trong vở kịch, nhưng vì các vở kịch được diễn vào mùa đông, các loài cây đều chưa kết trái nên các diễn viên phải treo những quả táo giả lên cành cây.
Tương truyền, một lần Martin Luther dạo bước qua những cánh rừng vào một đêm Giáng Sinh khoảng năm 1500. Hàng triệu vì sao sáng lấp lánh qua kẽ lá. Ông thực sự ngỡ ngàng trước vẻ đẹp của một loài cây nhỏ, trên cành cây tuyết trắng phủ đầy, lung linh dưới ánh trăng. Vì thế, khi trở về ông đã đặt một cây thông nhỏ trong nhà và kể lại câu chuyện này với lũ trẻ. Để tái tạo ánh sáng lấp lánh của muôn ngàn ánh sao ông đã treo nến lên cành cây thông và thắp sáng những ngọn nến ấy với lòng tôn kính ngày Chúa giáng sinh. Ông giải thích là các cây nến cháy sáng trên các nhánh của cây thông tượng trưng cho ánh sáng của Đức Giêsu mang đến cho nhân loại, màu xanh tươi quanh năm của cây thông tượng trưng cho Đức Chúa Trời hằng hữu.

### Thế kỷ 18 và 19

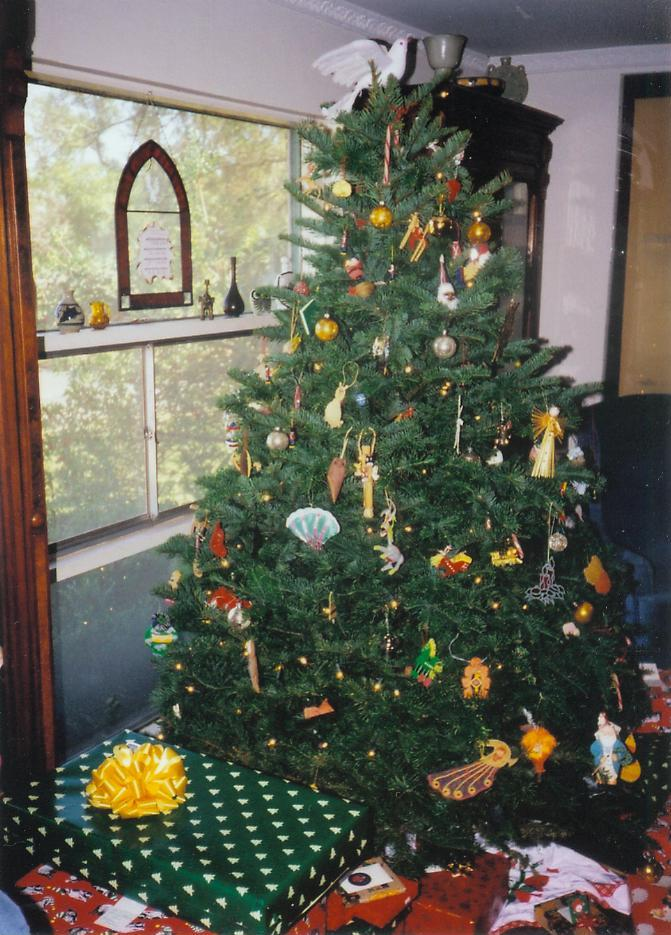

Phong tục cây Giáng sinh trở nên phổ biến ở Đức vào thế kỷ 16. Cơ Đốc nhân mang cây xanh vào trong nhà và trang hoàng cho chúng trong dịp lễ Giáng sinh. ở những vùng vắng bóng cây xanh, mọi người tạo ra các đồ vật hình chóp từ gỗ và trang trí cho nó các cành cây xanh và nến. Chẳng bao lâu sau, phong tục cây Giáng sinh đã trở nên phổ biến ở các nước châu Âu.
Vào giữa thế kỷ 19, Hoàng tử Albert thuộc Nhà Sachsen-Coburg và Gotha gốc Đức, thành hôn với nữ hoàng Victoria của Anh. Chính ông đã phổ biến rộng rãi phong tục cây Giáng sinh vào nước Anh. Năm 1841, đôi vợ chồng hoàng gia này đã trang hoàng cây Giáng sinh đầu tiên của nước Anh tại lâu đài Windson bằng nến cùng với rất nhiều loại kẹo, hoa quả và bánh gừng. Khi cây Giáng sinh trở thành thời thượng ở Anh thì những gia đình giàu có đã dùng tất cả những đồ vật quý giá để trang trí. Vào những năm 1850, theo sự mô tả của đại văn hào Charles Dickens thì cây Giáng sinh ở Anh được trang hoàng bằng búp bê, những vật dụng nhỏ bé, các thiết bị âm nhạc, đồ trang sức, súng và gươm đồ chơi, hoa quả và bánh kẹo. Sau khi đã tồn tại ở Anh thì phong tục cây Noel cũng trở nên phổ biến trên khắp các vùng thuộc địa của đế quốc Anh, tới cả những vùng đất mới như Canada.
Cây Giáng sinh lần đầu tiên được dân chúng ở Hoa Kỳ biết đến là vào những năm 1830. Khi hầu hết người dân Mỹ đều coi cây Giáng sinh là một điều kỳ cục thì những người Đức nhập cư ở Pennsylvania thường mang cây Giáng sinh vào các buổi biểu diễn nhằm tăng tiền quyên góp cho nhà thờ. Năm 1851, một mục sư người Đức đặt một cây Giáng sinh trước nhà thờ của ông làm cho những người dân xứ đạo ở đó đã cảm thấy bị xúc phạm và buộc ông phải hạ nó xuống. Họ cảm thấy đó là một phong tục ngoại đạo.
Tuy nhiên vào những năm 1890, nhiều mặt hàng trang trí bắt đầu được nhập từ Đức vào và từ đó tục lệ về cây Giáng sinh trở nên phổ biến tại Canada và Mỹ. Có một sự khác biệt lớn giữa cây Giáng sinh của châu Âu và Bắc Mỹ, ở châu Âu thường dùng cây nhỏ, hiếm khi cao hơn một mét rưỡi, chỉ khoảng 4 hoặc 5 feet trong khi cây của Bắc Mỹ cao tới trần nhà.

### Thế kỷ 20 và 21

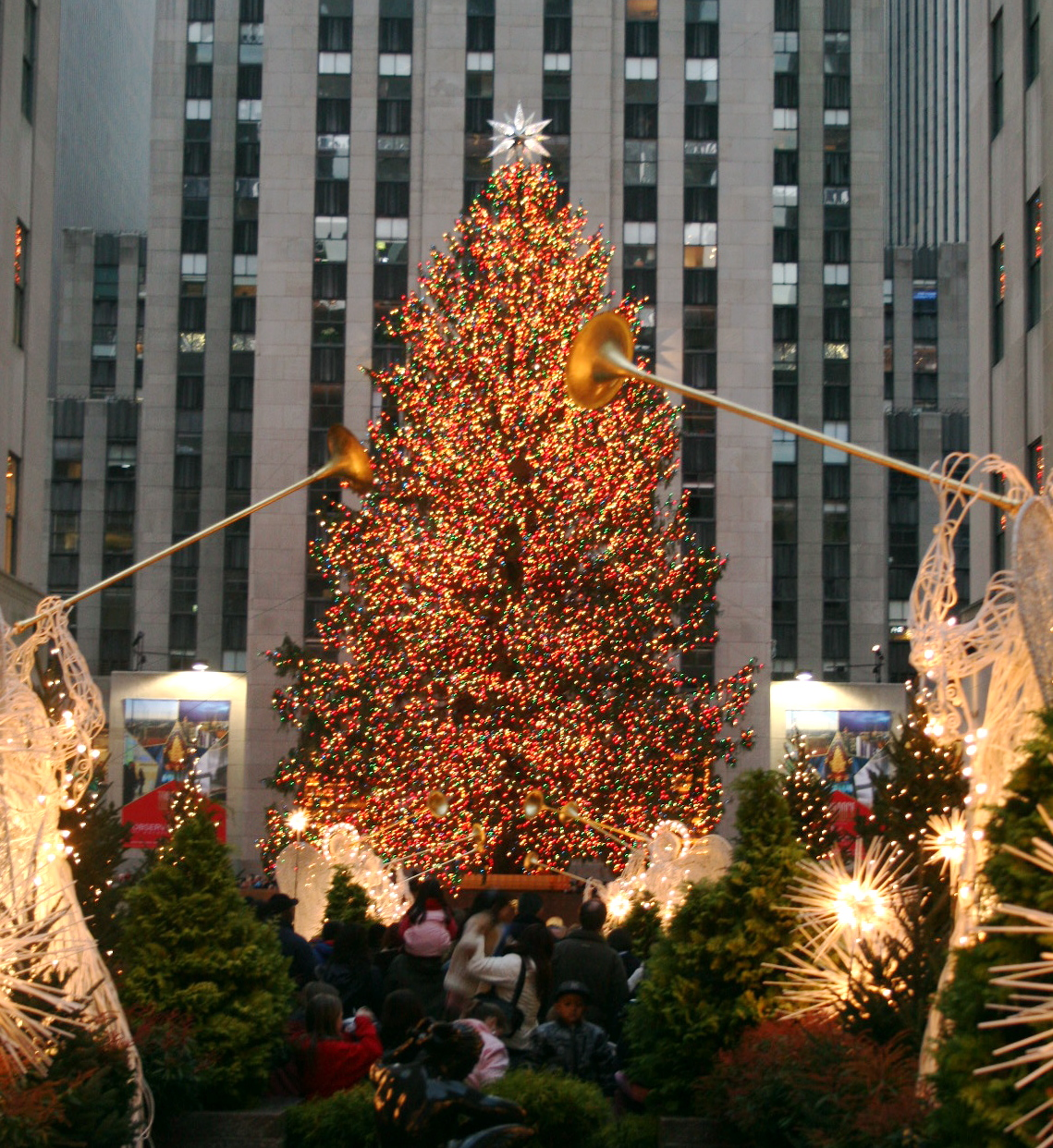
Cây Giáng Sinh tại Rockefeller Plaza New York năm 2006

Năm 1900, cứ 5 gia đình ở Bắc Mỹ thì có một gia đình có cây Giáng sinh, và 20 năm sau phong tục này trở nên khá phổ biến. Vào những năm đầu thế kỷ 20, người dân Bắc Mỹ thường trang trí cây thông bằng vật trang trí do chính tay họ làm ra. Vật trang trí truyền thống của người Canada và người Mỹ gốc Đức gồm có quả hạnh nhân, quả hạch, bánh hạnh nhân với nhiều hình dạng thú vị khác nhau. Những hạt bắp chiên nhiều màu sắc, được trang trí cùng những quả phúc bồn tử và các chuỗi hạt. Cũng vào thời gian này bắt đầu xuất hiện những dây đèn trang trí trên cây Giáng sinh, nhờ nó cây thông rực rỡ hơn nhiều lần. Ánh sáng trang trí bằng đèn điện kéo dài hơn và an toàn hơn rất nhiều so với ánh sáng toả ra từ những ngọn nến.
Tại Liên Xô cũ, sau Cách mạng tháng Mười, cây Giáng sinh bị cấm, nhưng phong tục này lại phục hồi sau năm 1935 như là Cây năm mới. Cũng trong khuôn khổ chủ nghĩa vô thần nhà nước, chủ trương bởi nhà nước Liên bang Xô Viết lúc đó, nhiều "cơ sở nhà thờ tại [các] cấp địa phương, quốc gia hay giáo phận đã bị phá hủy hoặc bãi bỏ chức năng tôn giáo" trong chiến dịch chống tôn giáo 1921-1928. nhưng từ năm 1990, sau khi từ bỏ chế độ Cộng sản, nhiều nhà thờ bị phá hủy đã dần được phục dựng.
Tại châu Âu, cây thông thuộc chi Lãnh sam thường được sử dụng làm cây Giáng sinh, bên cạnh đó là chi Vân sam, và đặc biệt là Thông Nordmann (Abies nordmanniana) hiện nay rất được ưa chuộng. Như tại Đức năm 2013, 80% cây Giáng sinh là từ cây Abies nordmanniana. Chỉ riêng tiền cây, theo thống kê năm 2006, người Đức đã chi 616 triệu Euro để mua 28 triệu cây, và số lượng này ngày càng tăng, như năm 2013 tại Đức, khoảng 30 triệu cây Giáng sinh đã được bán.

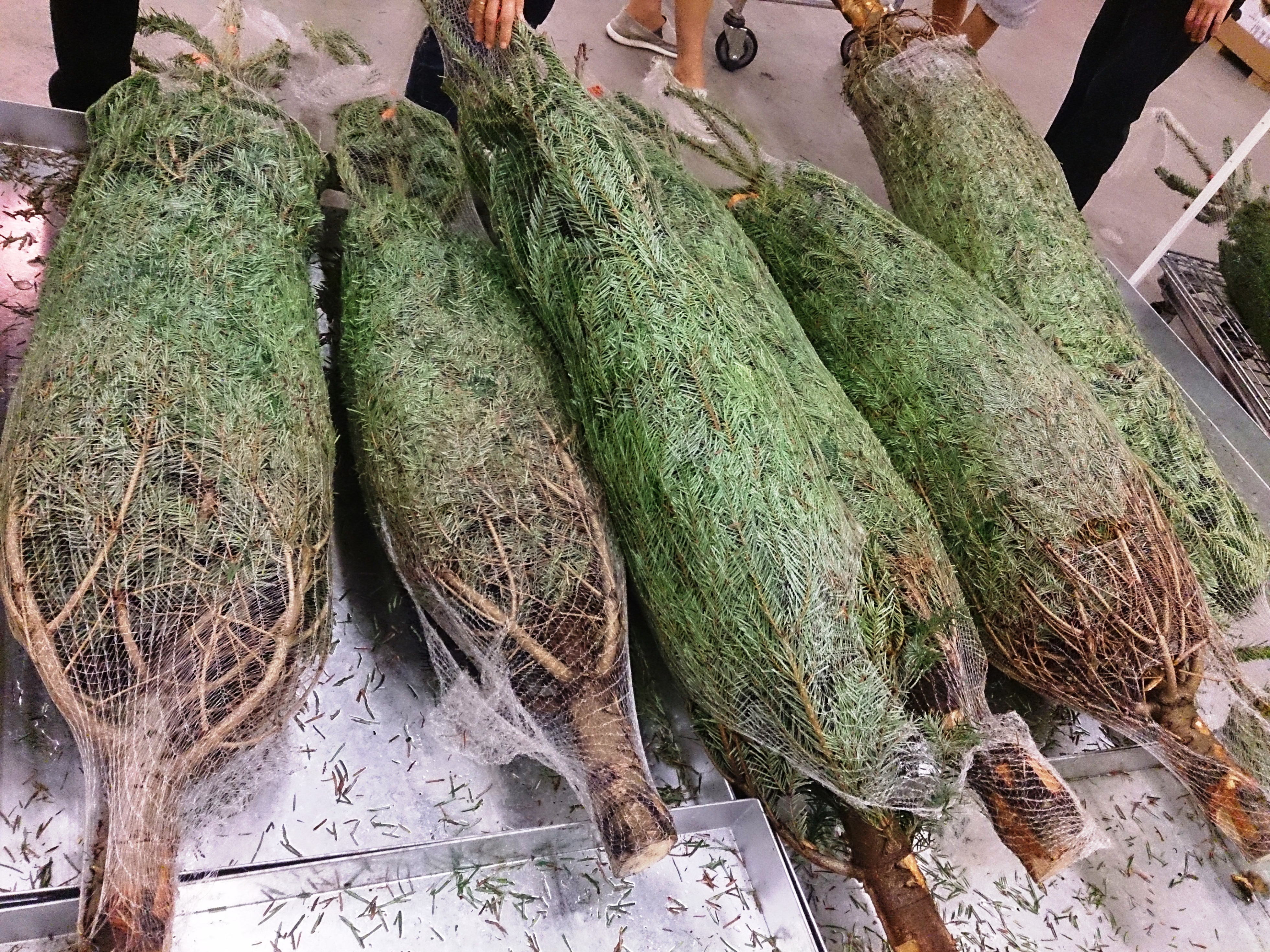
Những cây thông tươi khi bán thường được bó lại để dễ chuyên chở

Trong khi đó, tại Hoa Kỳ ngày càng có khuynh hướng dùng cây nhân tạo (thường là cây thông bằng nhựa nhập khẩu từ Trung Quốc hoặc Thái Lan) thay thế cây tự nhiên. Như năm 1990, tại Hoa Kỳ, khoảng 35 triệu hộ gia đình Mỹ trưng bày cây Giáng sinh tự nhiên trong lúc 36,3 triệu gia đình đã lựa chọn cây nhân tạo cùng năm đó. Năm 2000, 50,6 triệu hộ gia đình sử dụng cây nhân tạo, trong khi 32 triệu chọn cây Giáng sinh tự nhiên và đến năm 2003 doanh số bán hàng của các cây tự nhiên đạt 23,4 triệu.
Trồng và bán cây thông Giáng Sinh là một ngành công nghiệp trị giá hàng tỷ đô la, cần có kế hoạch và dự hướng lâu dài. Cây mất từ 7 đến 12 năm để đạt chiều cao tiêu chuẩn là sáu feet (1,8 mét). Điều đó có nghĩa là người nông dân phải chịu trả trước chi phí trồng cây lớn và chịu rủi ro đáng kể vì họ chỉ có khoảng một tháng mỗi năm để bán cây và  bù đắp chi phí của họ. Mỗi năm có khoảng từ 33 đến 36 triệu cây Giáng sinh được sản xuất ở Hoa Kỳ, tại châu Âu là từ 50 đến 60 triệu cây. Trong năm 1998, đã có khoảng 15.000 người trồng cây ở Mỹ (một phần ba trong số là các trang trại cho khách hàng đến "tự lựa chọn và cưa về"). Trong cùng năm đó, người ta ước tính rằng người Mỹ đã chi 1,5 tỷ $ (USD) để mua cây Giáng sinh. Vào năm 2016 đã tăng lên 2,04 tỷ đô la cho cây tự nhiên và hơn 1,86 tỷ đô la cho cây nhân tạo. Đức, nơi khởi nguồn ý tưởng sử dụng cây xanh để chào đón Giáng sinh, là nhà sản xuất lớn nhất ở châu Âu, tiếp theo là Đan Mạch, Áo, Pháp, Bỉ và Anh. Thị trường  châu Âu, theo ước tính năm 2017, mang về khoảng 2,4 tỷ euro (3,2 tỷ USD) mỗi năm với sản lượng 75 triệu cây.

## Phong tục và truyền thống

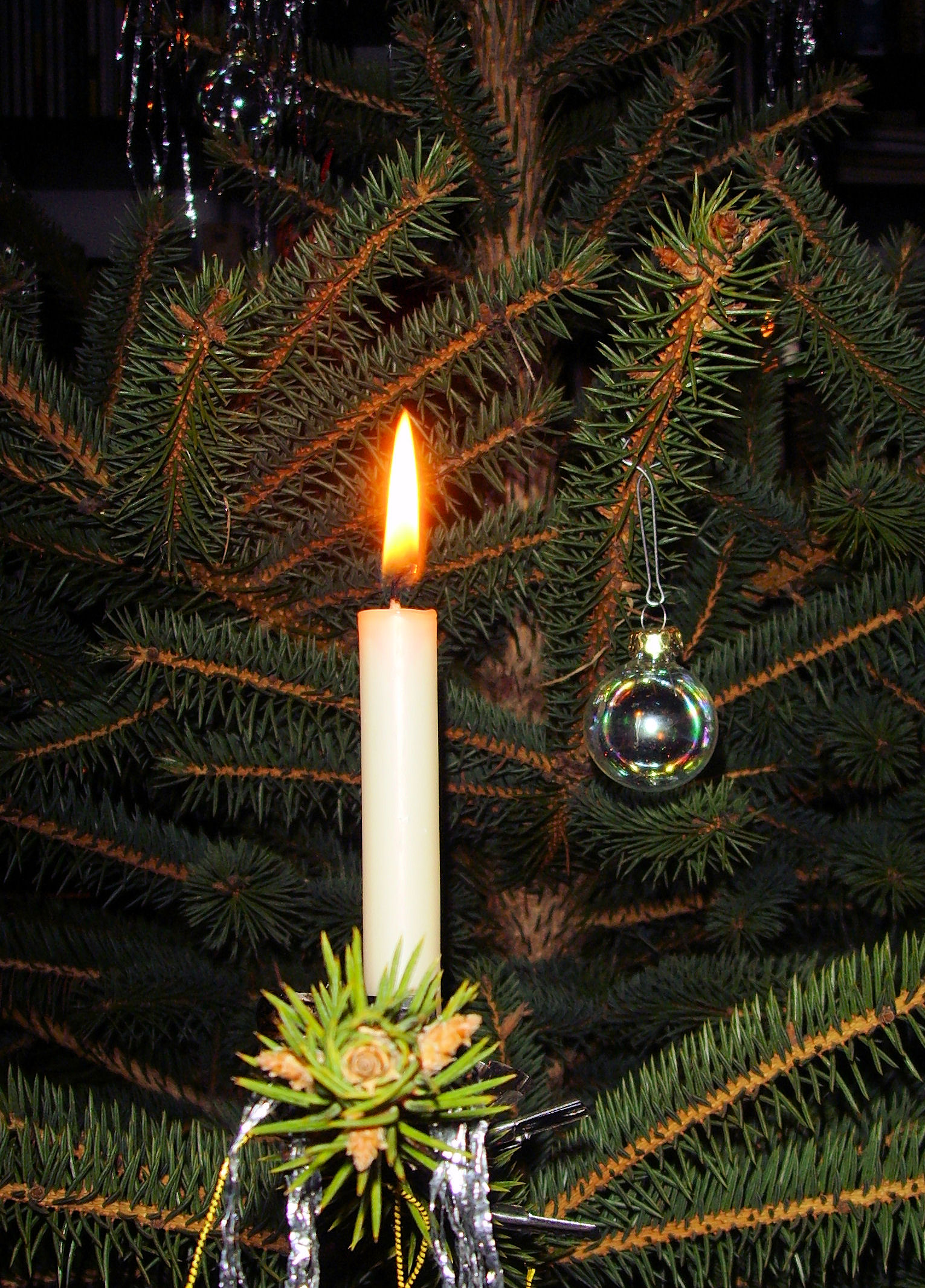
Nến trên cây thông

Các cây được trang trí theo truyền thống với những vật trang trí như táo, các loại hạt, thực phẩm khác. Trong thế kỷ 18, cây thông bắt đầu được chiếu sáng bởi những ngọn nến và cuối cùng đã được thay bằng đèn Giáng sinh sau khi sự ra đời của điện khí hóa. Ngày nay, có rất nhiều loại vật trang trí truyền thống, chẳng hạn như vòng hoa, kim tuyến, trái châu, và kẹo. Một thiên thần hay là ngôi sao có thể được đặt ở trên cùng của cây để đại diện cho Tổng lãnh thiên thần Gabriel hoặc Ngôi sao Bethlehem, ngôi sao báo hiệu Giêsu giáng sinh theo Phúc Âm Mátthêu.
Thông thường, một cây thông Giáng sinh được dựng lên vào đầu mùa Vọng. Một số gia đình ở Mỹ và Canada dựng cây Giáng sinh một tuần trước Lễ Tạ Ơn của Mỹ (ngày thứ Năm thứ tư của tháng 11), và các mặt hàng trang trí Giáng sinh có thể xuất hiện sớm hơn trong các cửa hàng bán lẻ, thường là sau Halloween (31 tháng 10). Ở Ý và Argentina, cùng với nhiều quốc gia ở châu Mỹ Latin, cây Giáng sinh được dựng lên ngày 8 tháng 12 (ngày Đức Mẹ vô nhiễm nguyên tội) và giữ cho đến ngày 6 tháng 1.
Theo truyền thống, thường là cây Giáng sinh được giữ cho đến ngày Lễ Hiển Linh (6 tháng 1). Một số gia đình Công giáo còn giữ cho đến khi Lễ Dâng Chúa trong đền thánh (ngày 2 tháng 2).
Sau lễ, những cây Giáng sinh đã qua sử dụng được thu gom phế thải và một phần bị đốt cháy trong lửa vào dịp Lễ Phục Sinh. Cây thông tồn kho (không trang trí) có thể phục vụ như là thực phẩm và đồ chơi cho voi và các động vật khác trong rạp xiếc hoặc sở thú. Tại nhiều nơi, như tại Wien, cây Giáng sinh đã qua sử dụng được thu thập để dùng đốt cháy trong một nhà máy điện sinh học để sưởi ấm.

## Vấn đề môi sinh
Hầu hết các cây nhân tạo được làm bằng tấm cứng PVC tái chế sử dụng chất ổn định thiếc trong những năm gần đây. Trước đây, chì thường được sử dụng làm chất ổn định trong PVC. Việc sử dụng chất ổn định chì trong cây nhập khẩu từ Trung Quốc là vấn đề được các chính trị gia và nhà khoa học quan tâm trong những năm gần đây. Một nghiên cứu năm 2004 cho thấy, mặc dù trong các cây nhân tạo nói chung có ít rủi ro về sức khỏe do nhiễm chì, vẫn tồn tại "các tình huống xấu nhất" khi có nhiều rủi ro sức khỏe lớn đối với trẻ nhỏ. Một báo cáo năm 2008 của Cục Bảo vệ Môi sinh Hoa Kỳ cho thấy PVC đang giảm dần ở những cây Giáng sinh nhân tạo lâu đời. Báo cáo cho thấy trong số năm mươi triệu cây nhân tạo ở Hoa Kỳ, có khoảng hai mươi triệu đã chín tuổi trở lên, thời điểm mà các chất gây ô nhiễm chì đạt đến mức nguy hiểm. Một nghiên cứu chuyên nghiệp về đánh giá vòng đời của cây Giáng sinh thật và nhân tạo cho thấy một cây Giáng sinh nhân tạo phải ít nhất hai mươi tuổi để có thể để lại dấu chân sinh thái nhỏ như cây Giáng sinh tự nhiên.

## Hình ảnh
Trang trí cây Giáng Sinh:

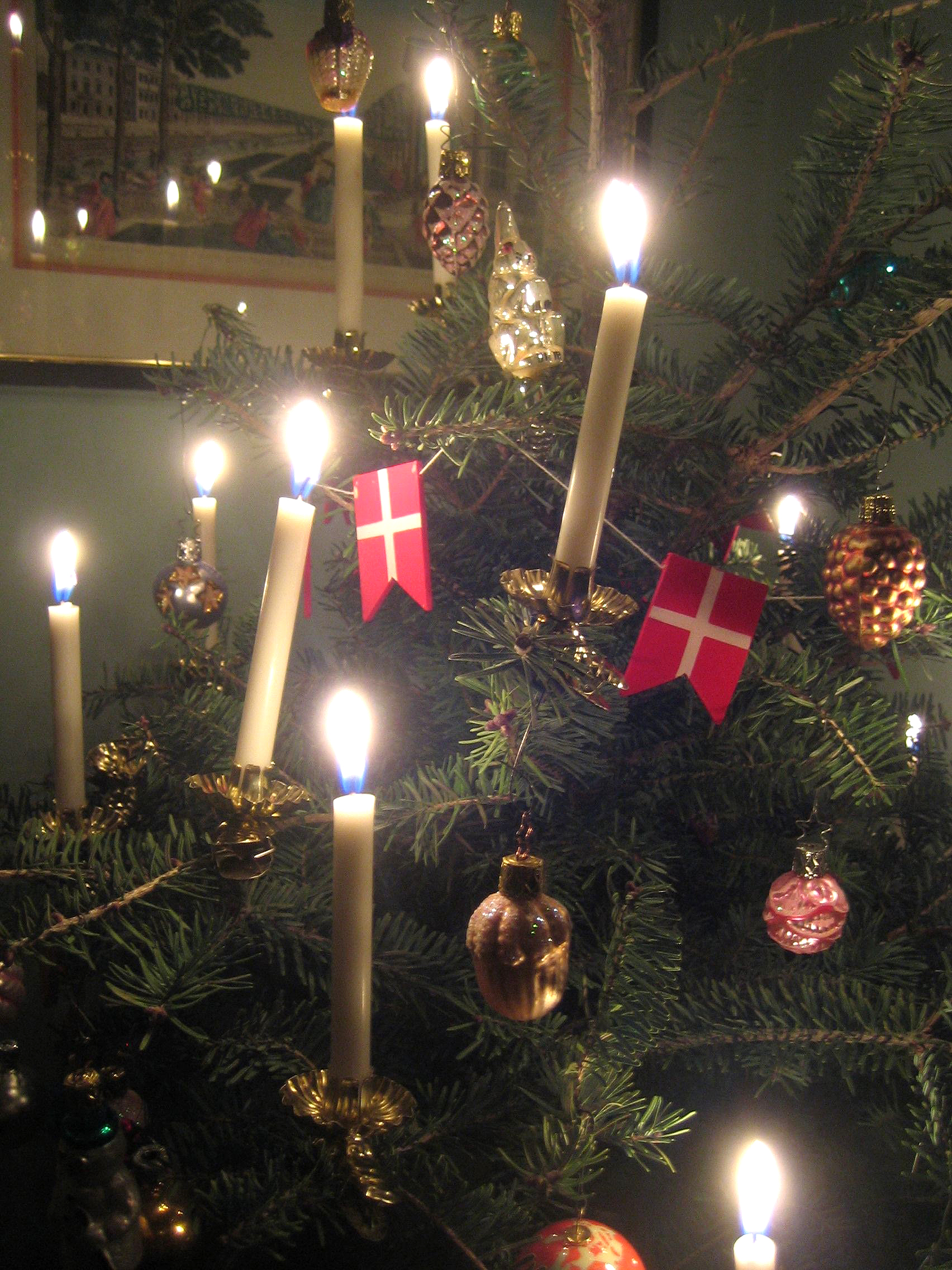
với đèn và nến
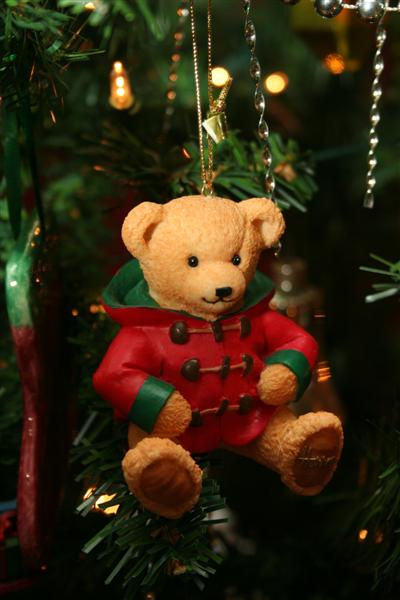
với hình thú và đồ chơi
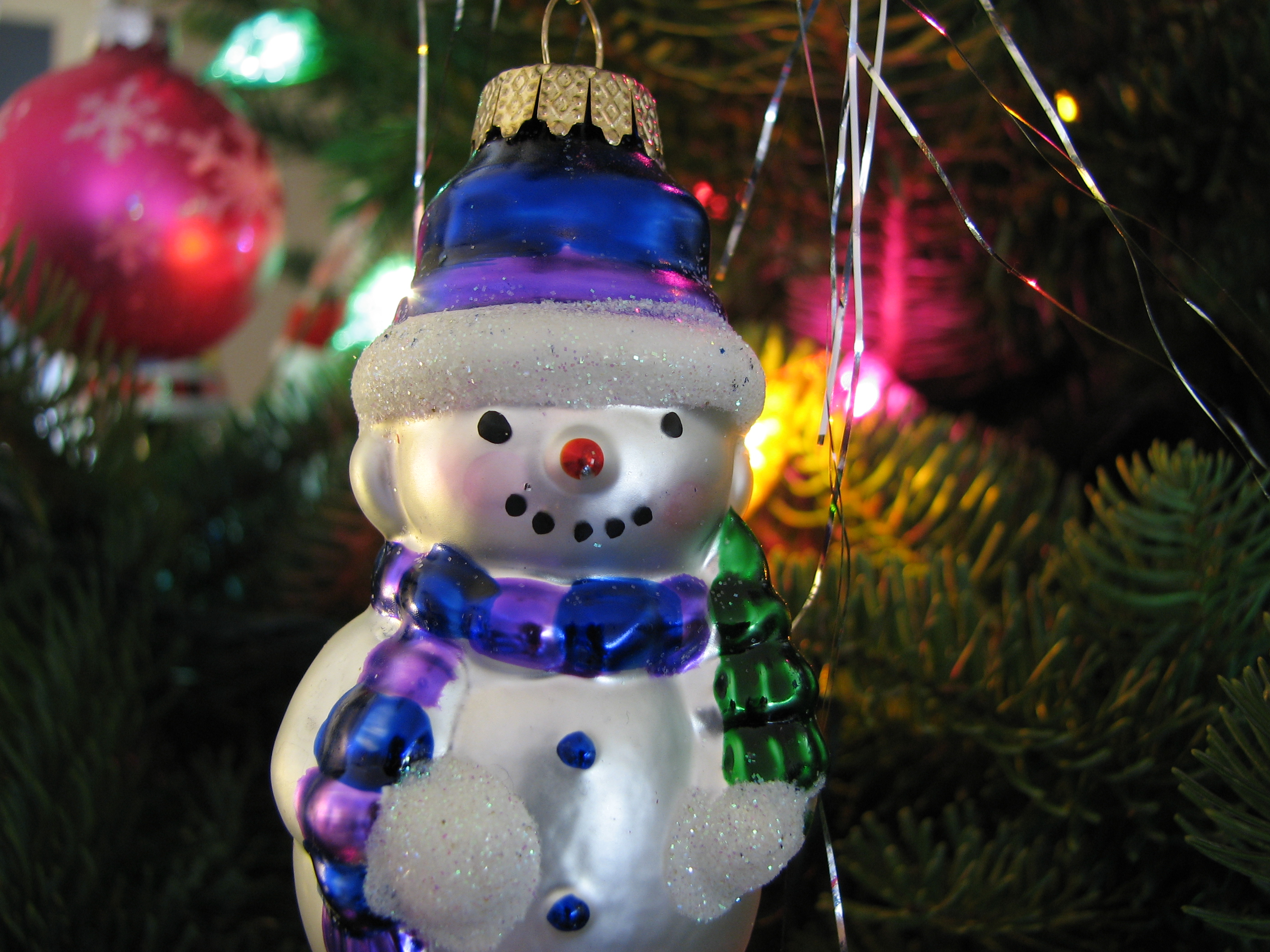
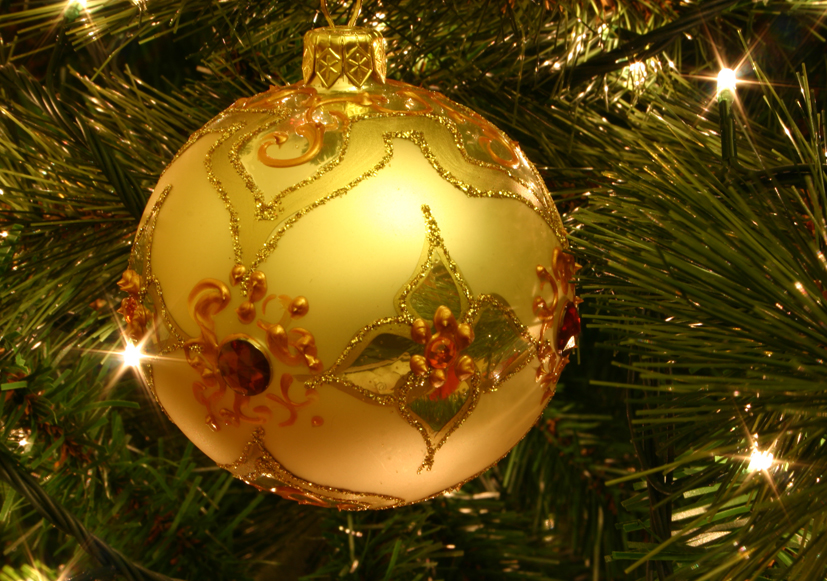
với trái châu
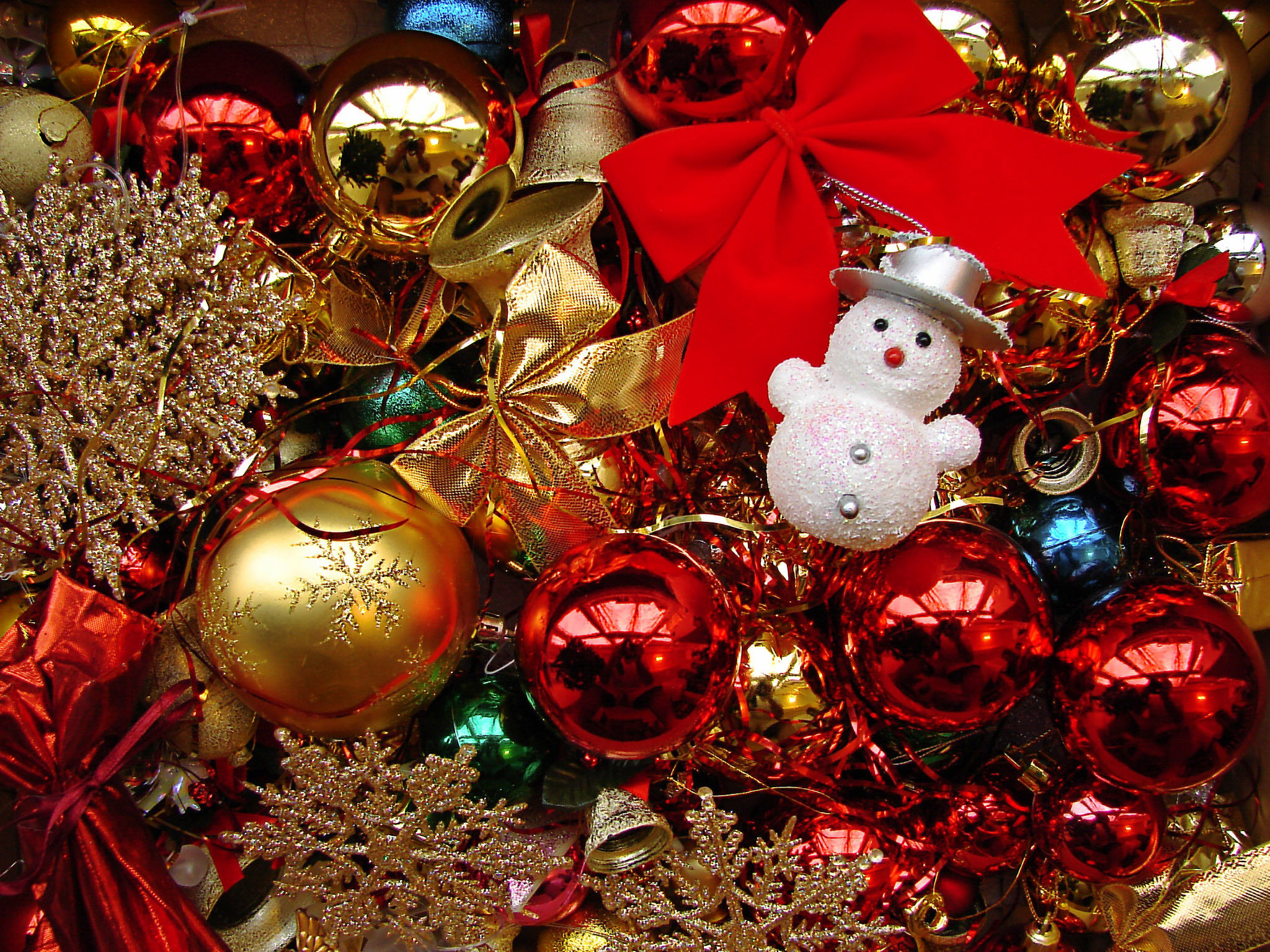
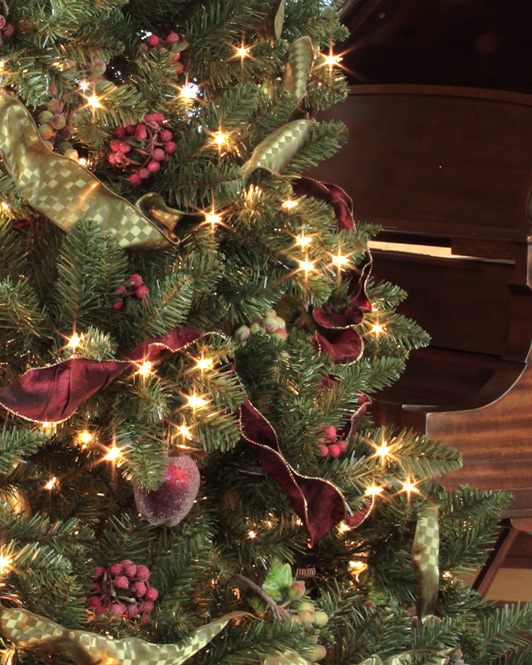

Những cây Giáng Sinh khắp nơi:

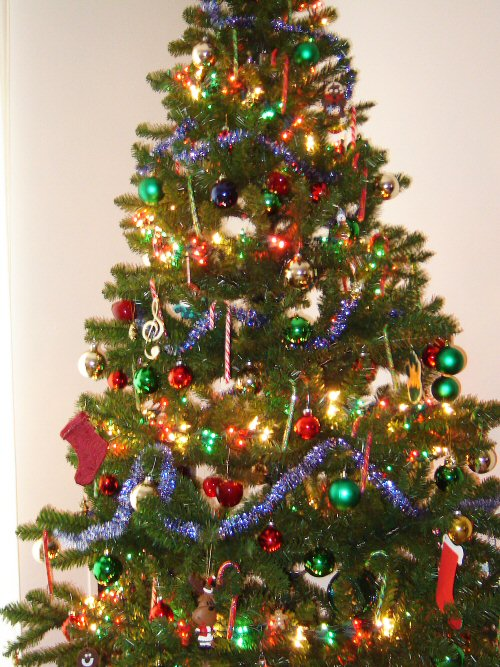
trong nhà
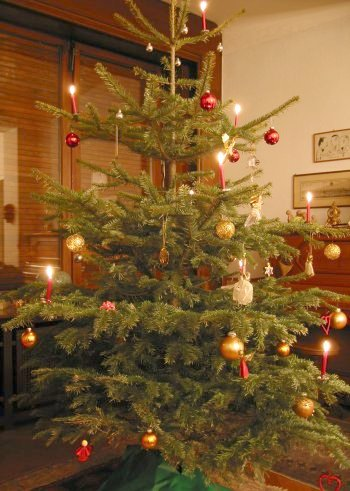
Cây thông trong 1 gia đình trung lưu Đức
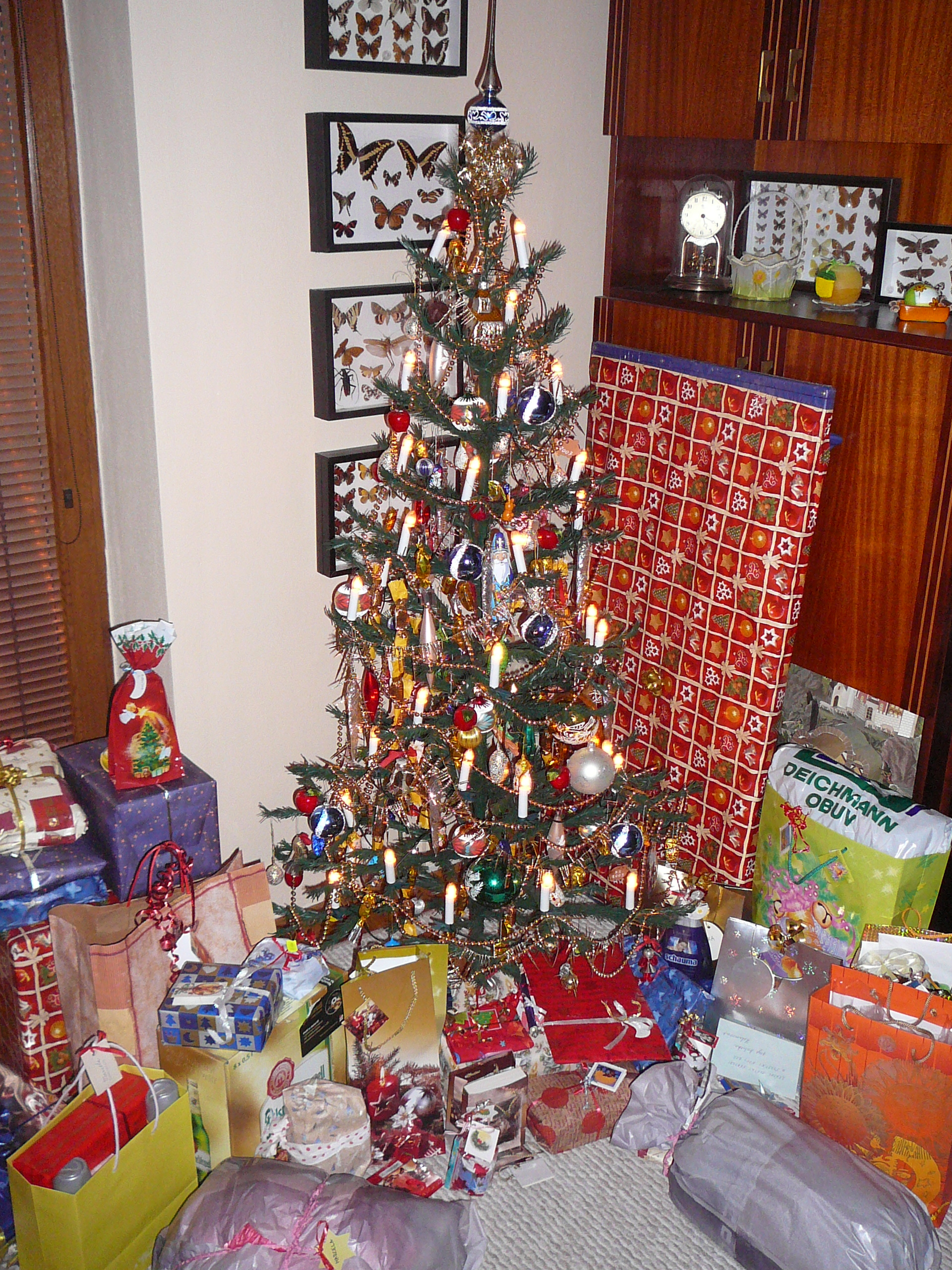
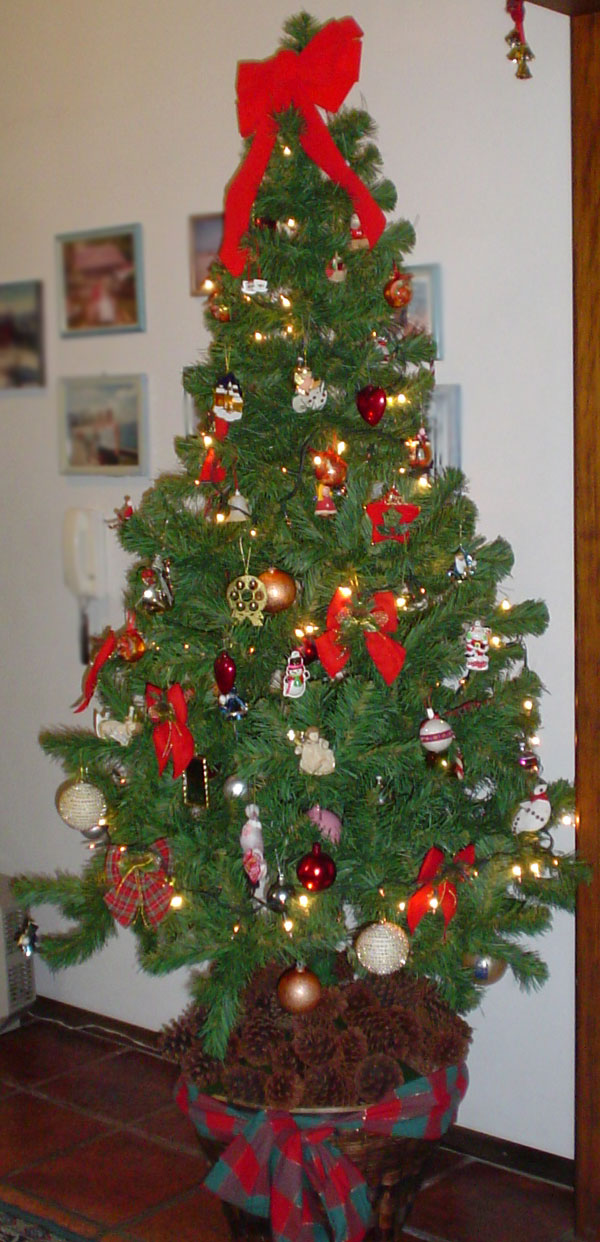
A Christmas tree in a Brazilian home (artificial)
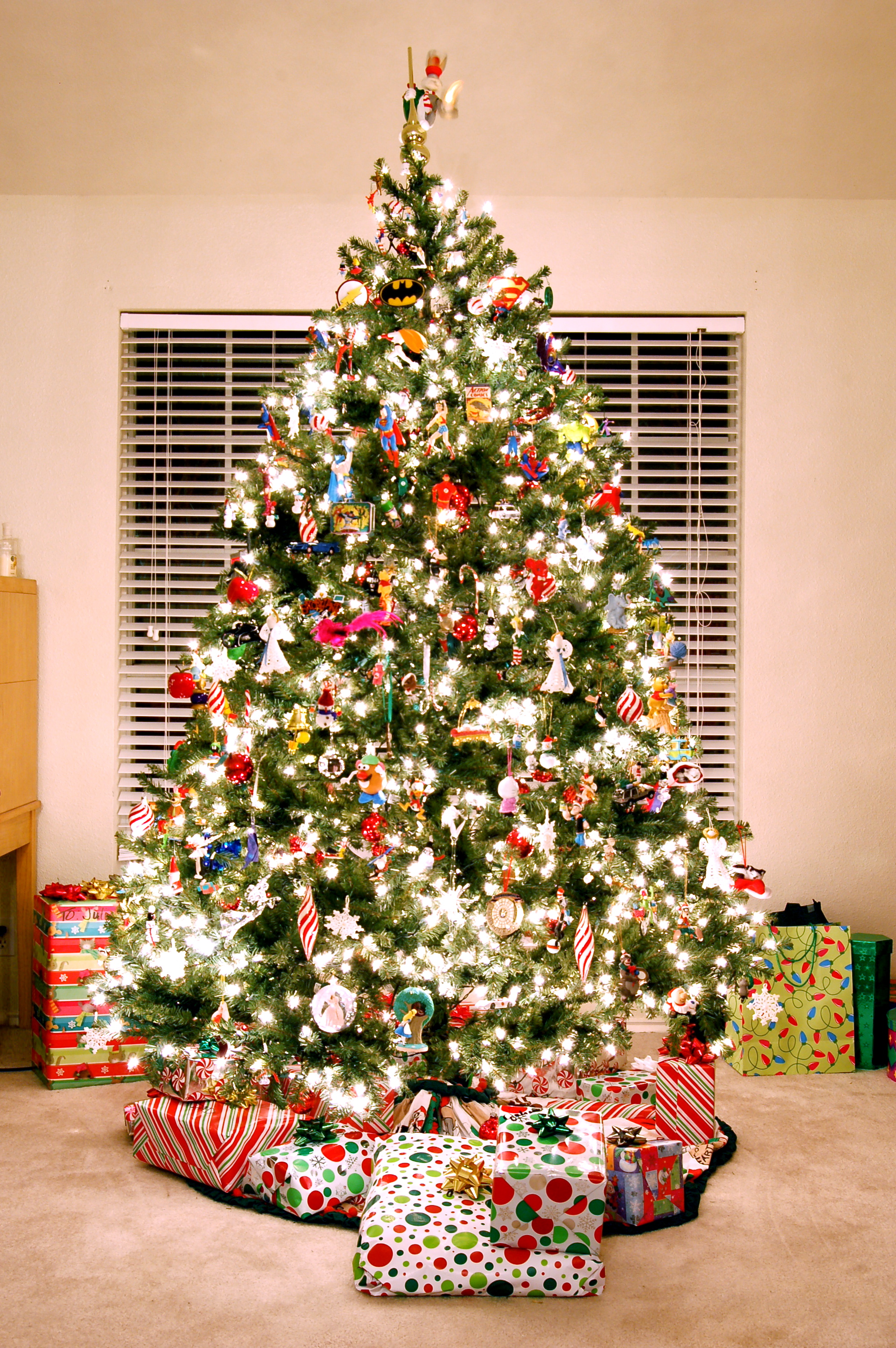
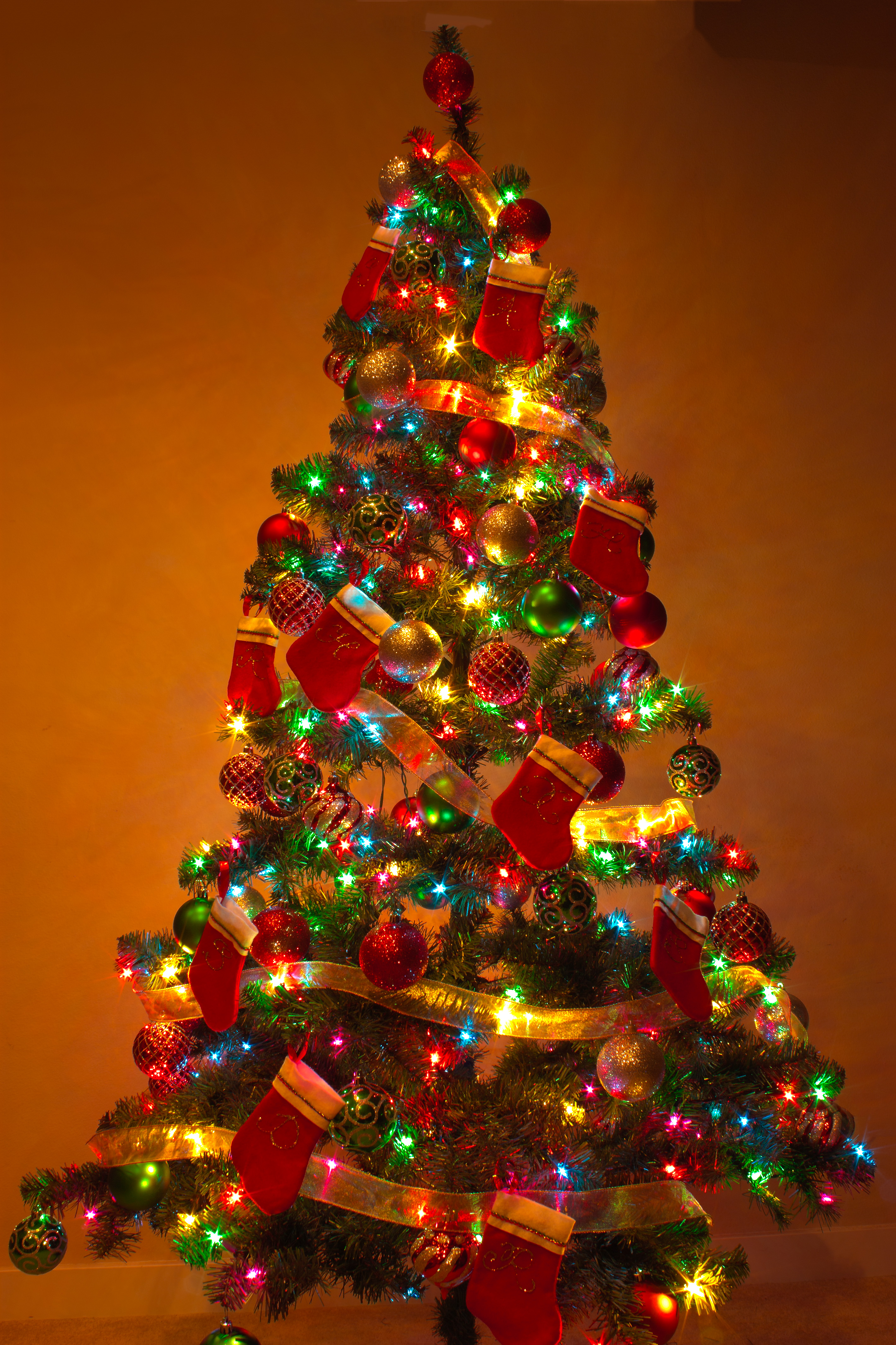
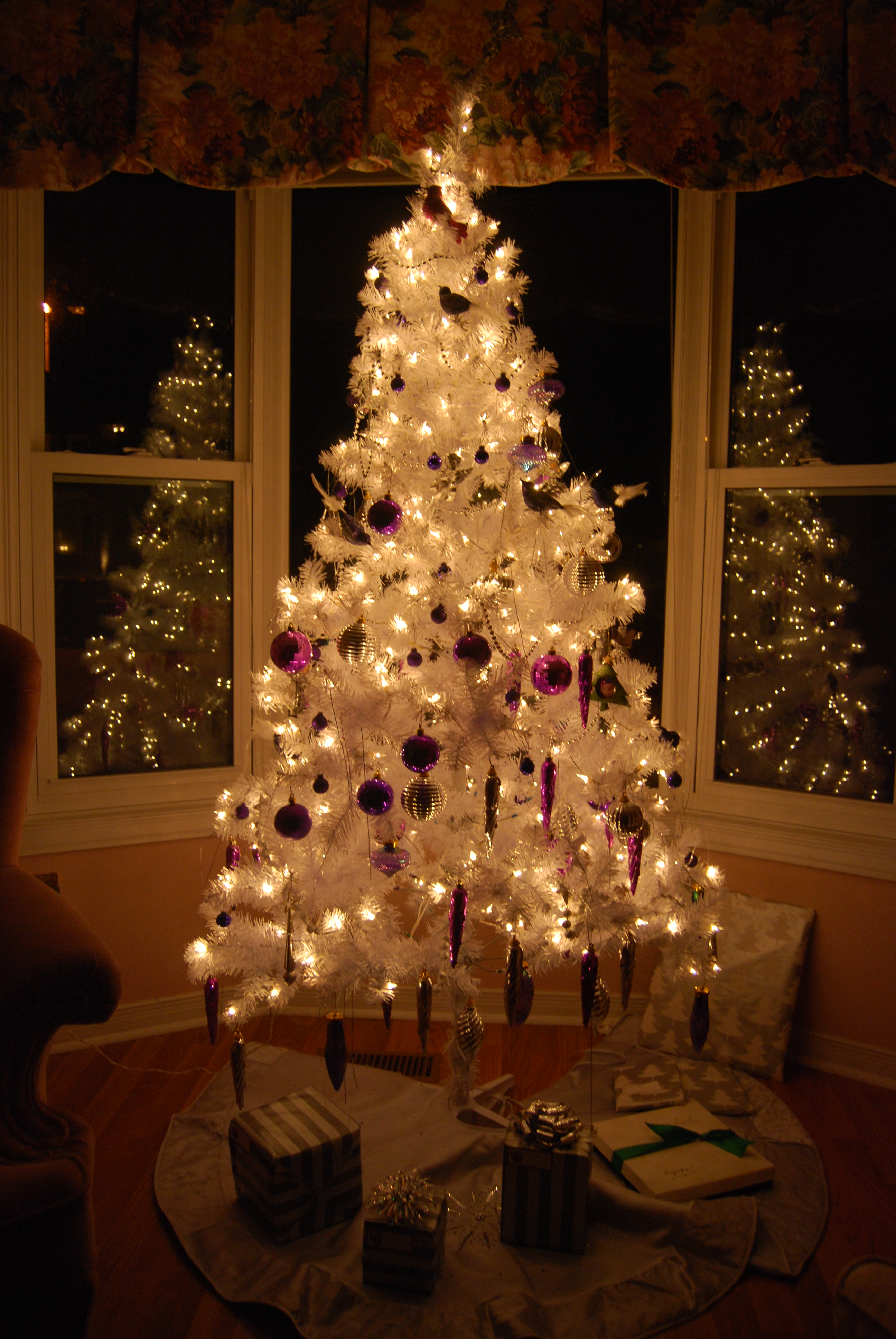
Một cây Giáng sinh màu trắng
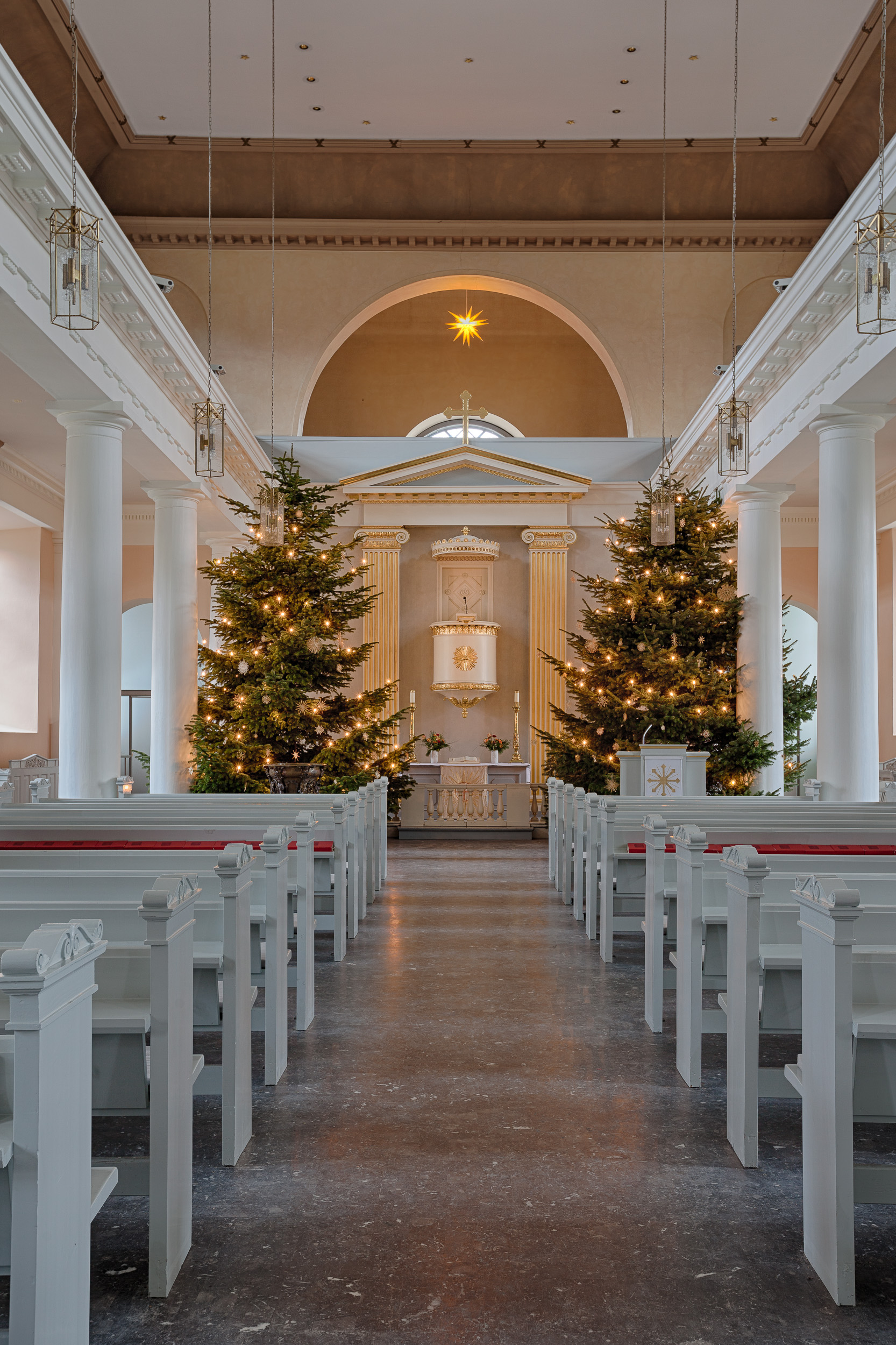
Cây thông trong Nhà thờ Marienkirche tại Husum
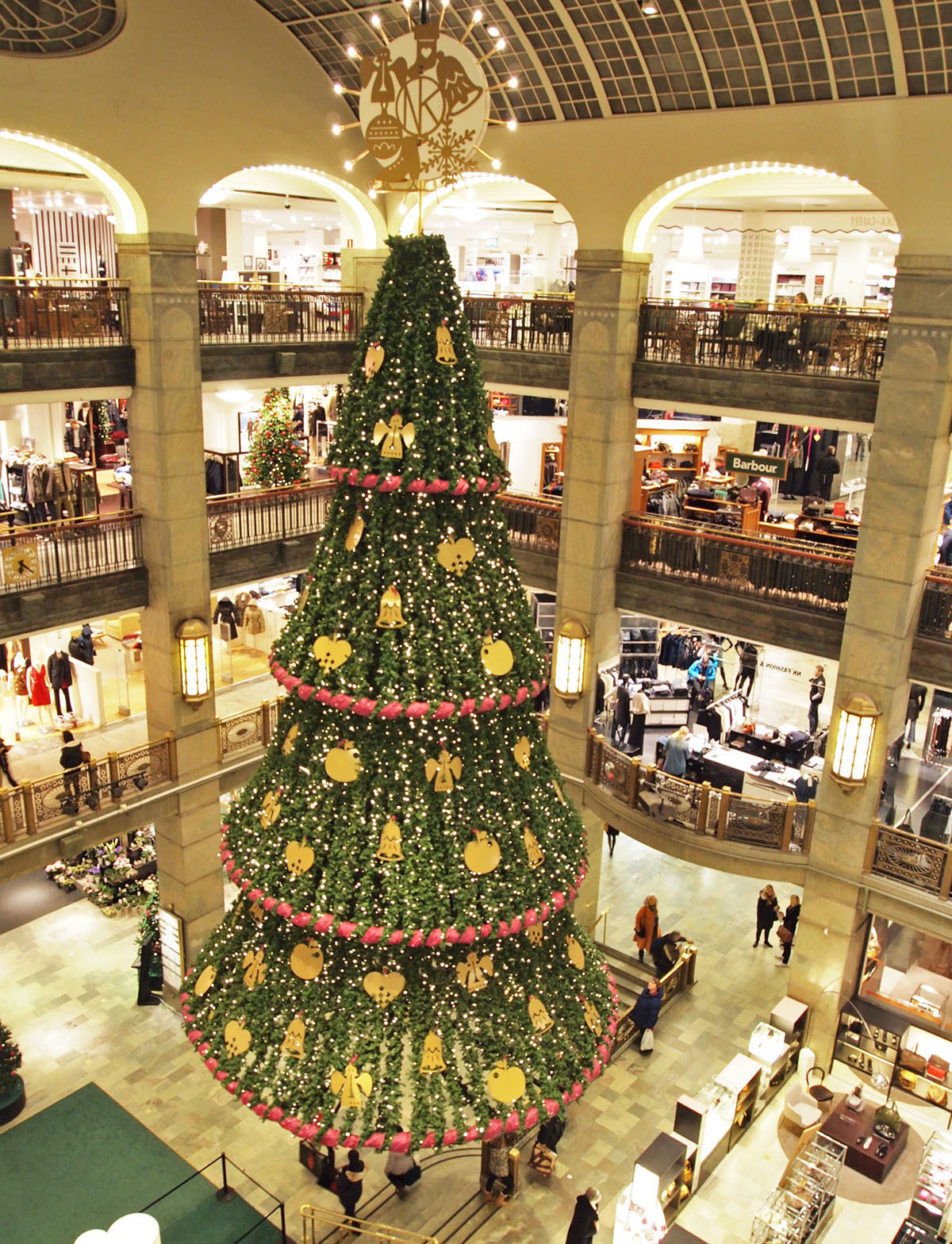
Cậy thông trong thương xá NK tại Stockholm năm 2011
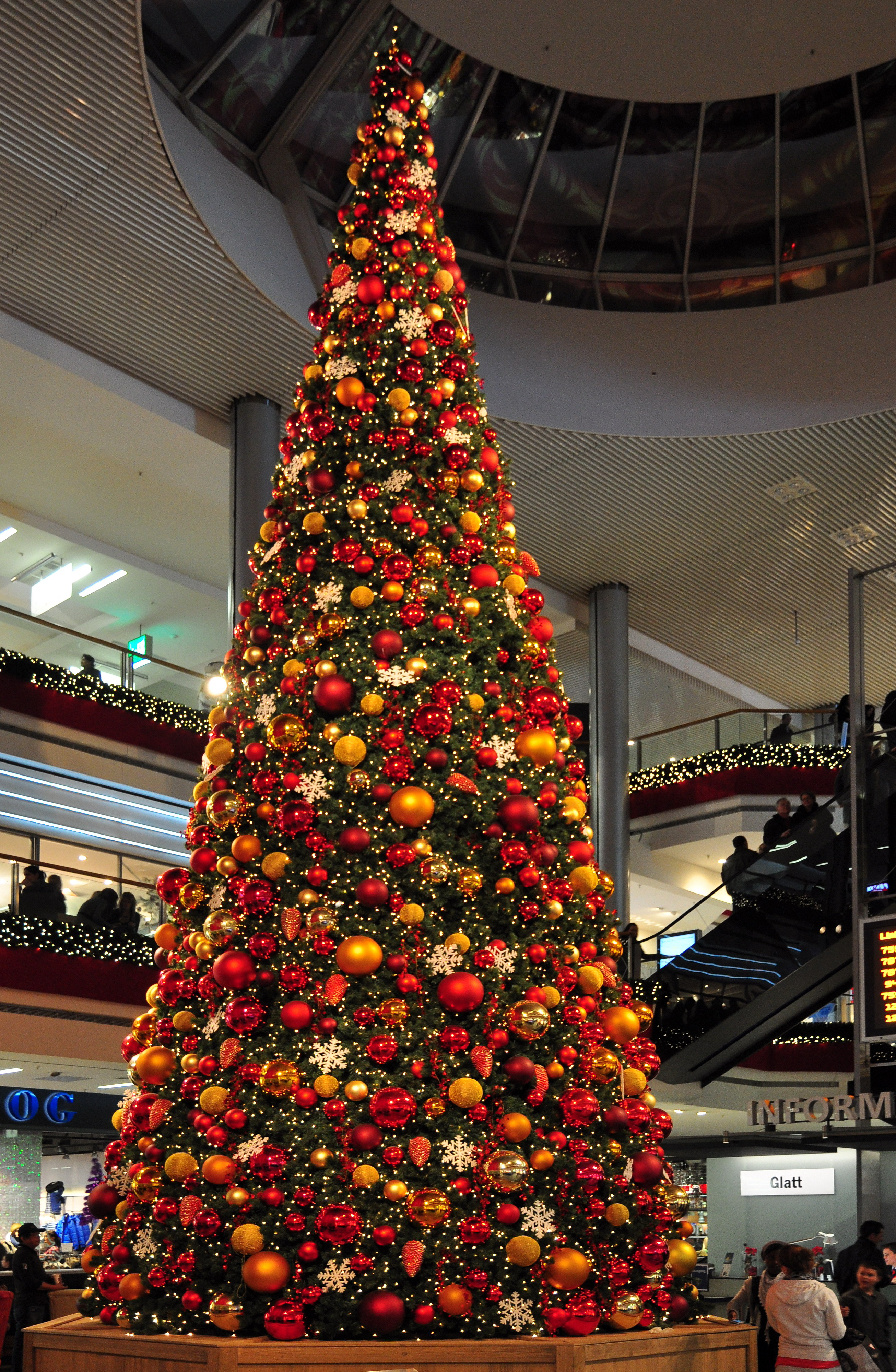
Trung tâm mua sắm Glattzentrum tại Wallisellen (Thụy Sĩ), 2011
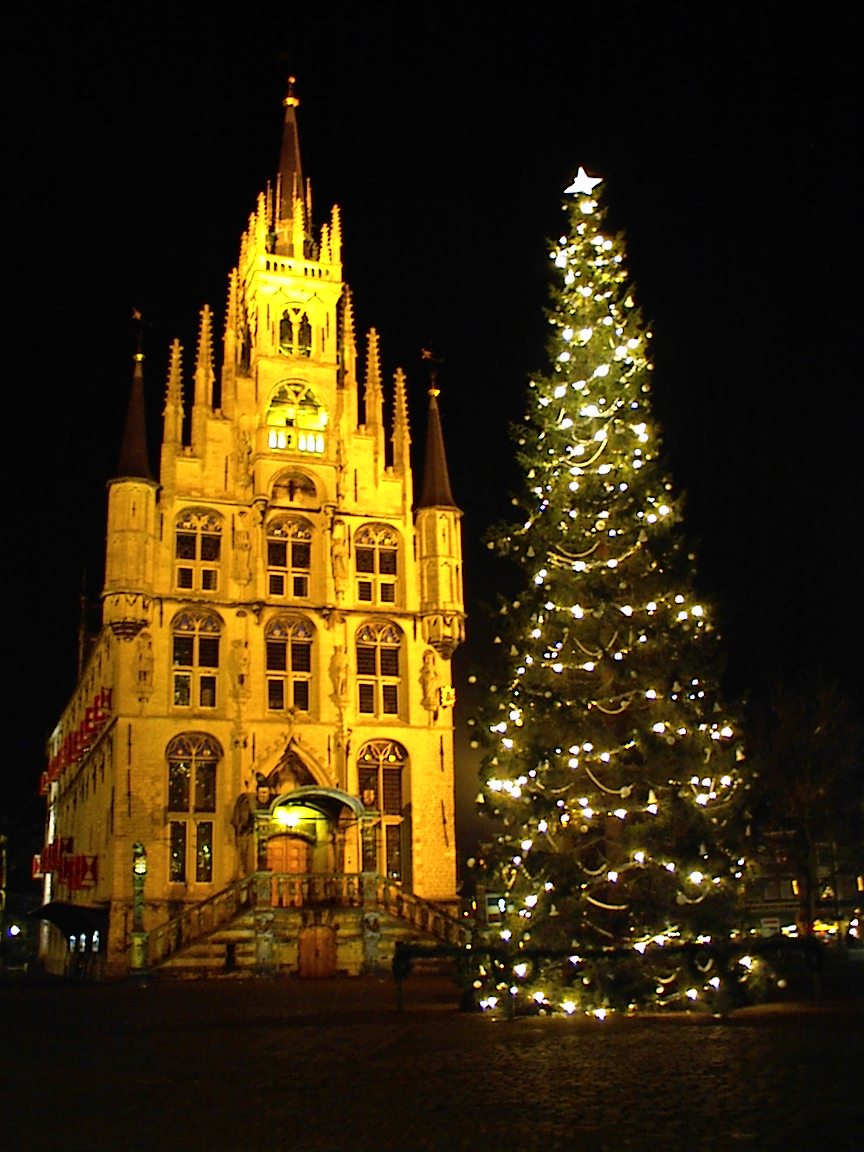
ngoài trời
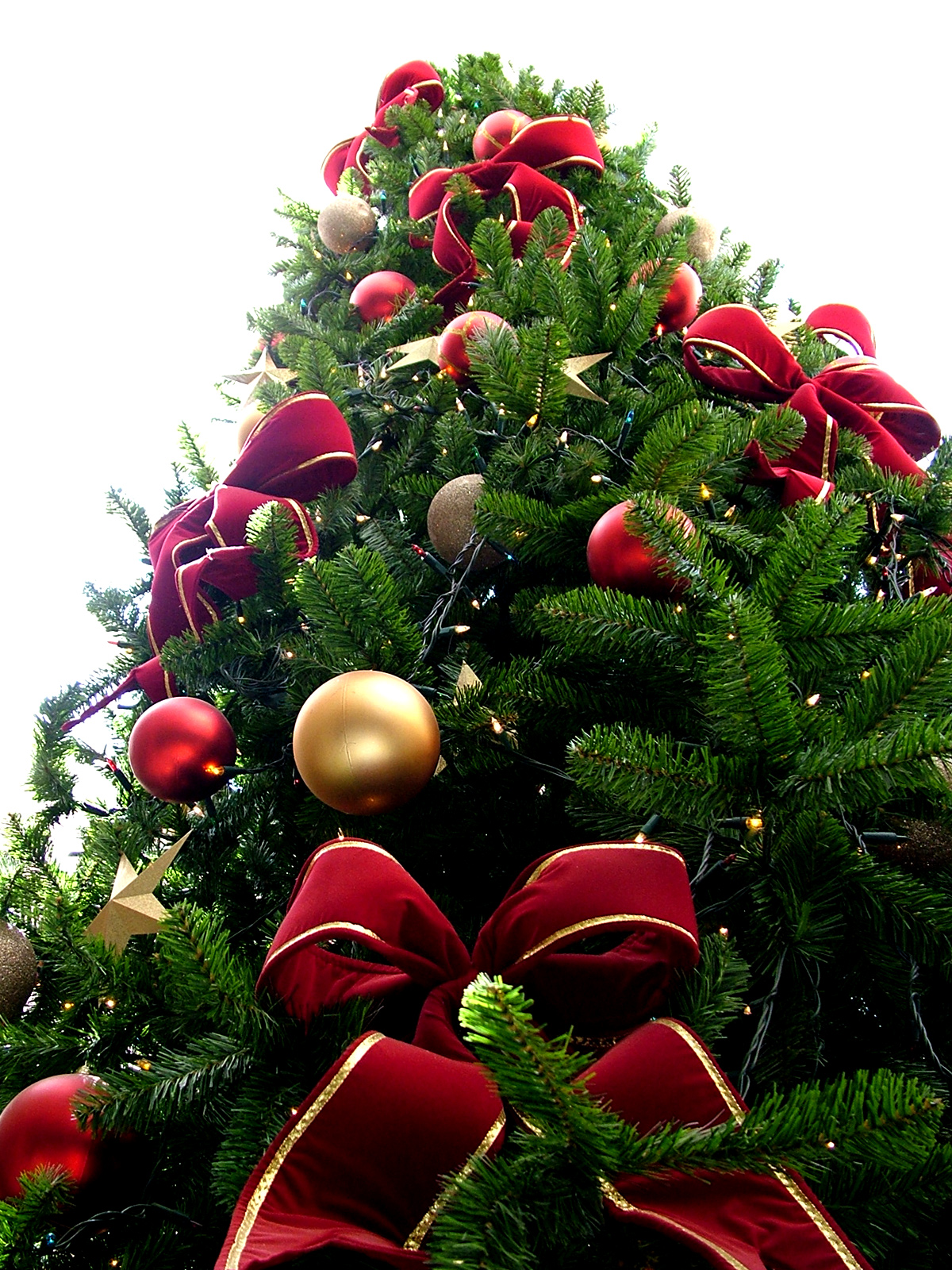
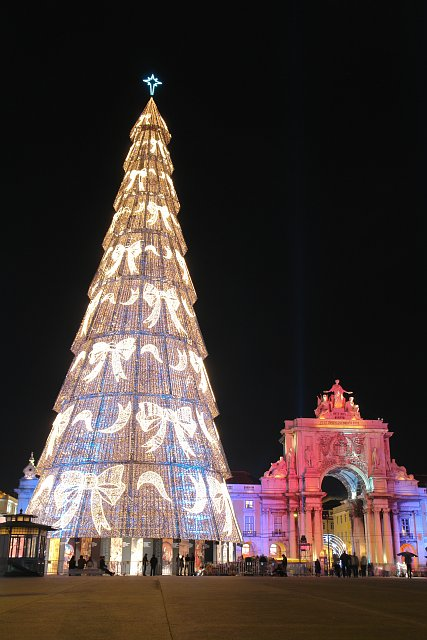
Lisboa 2005
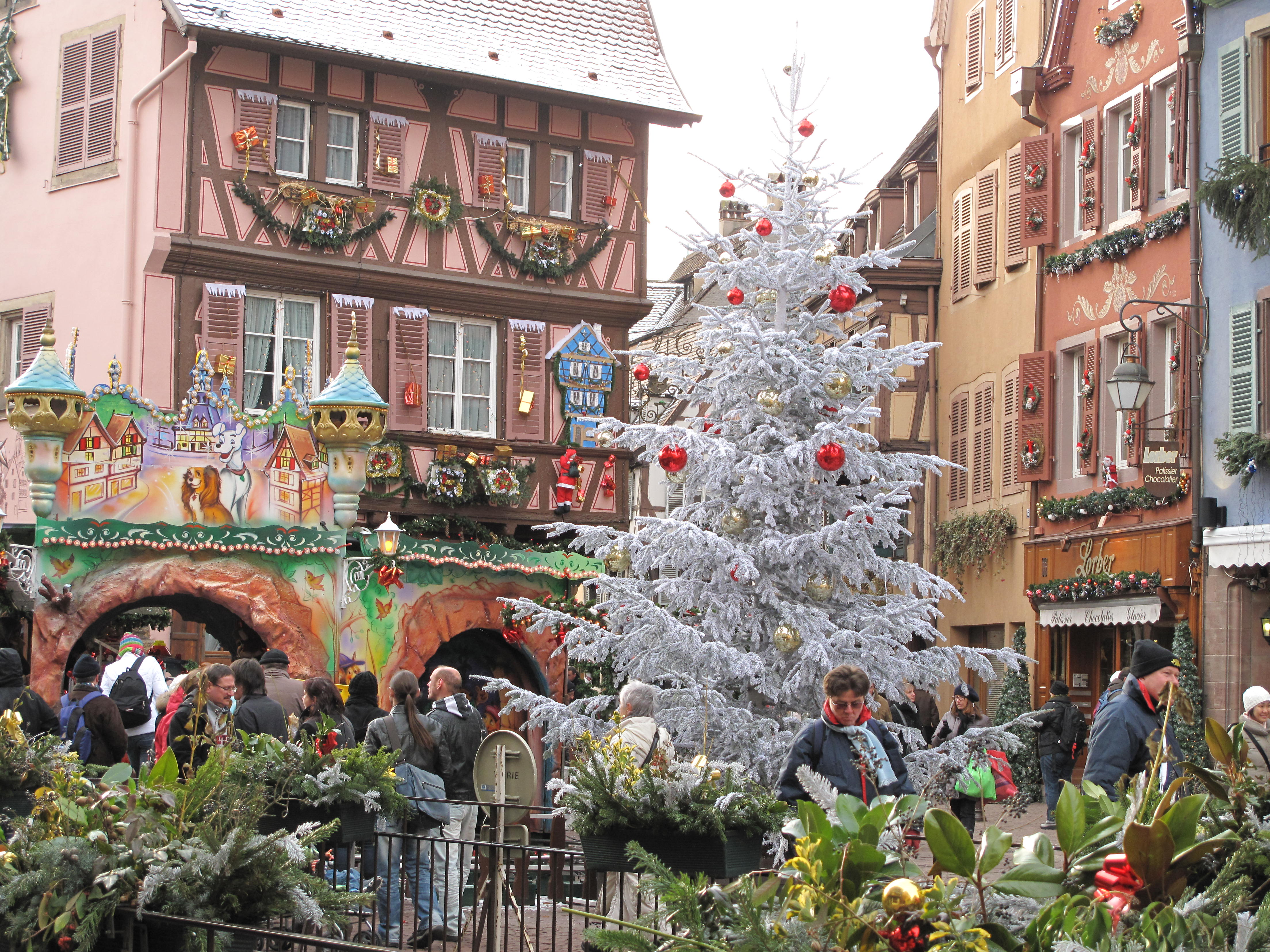
Cây thông tại chợ Giáng sinh Colmar, Pháp
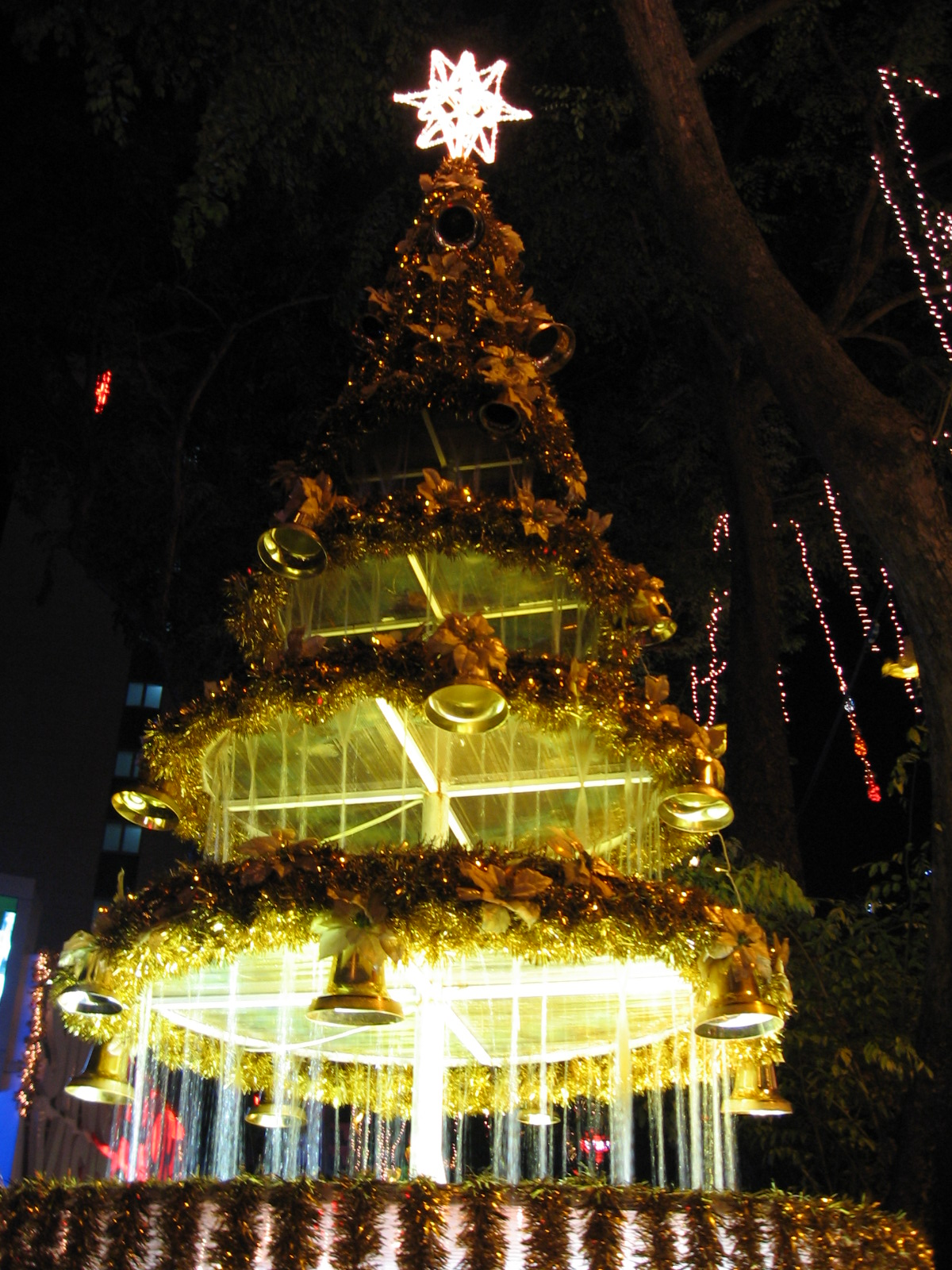
Singapore, 2006
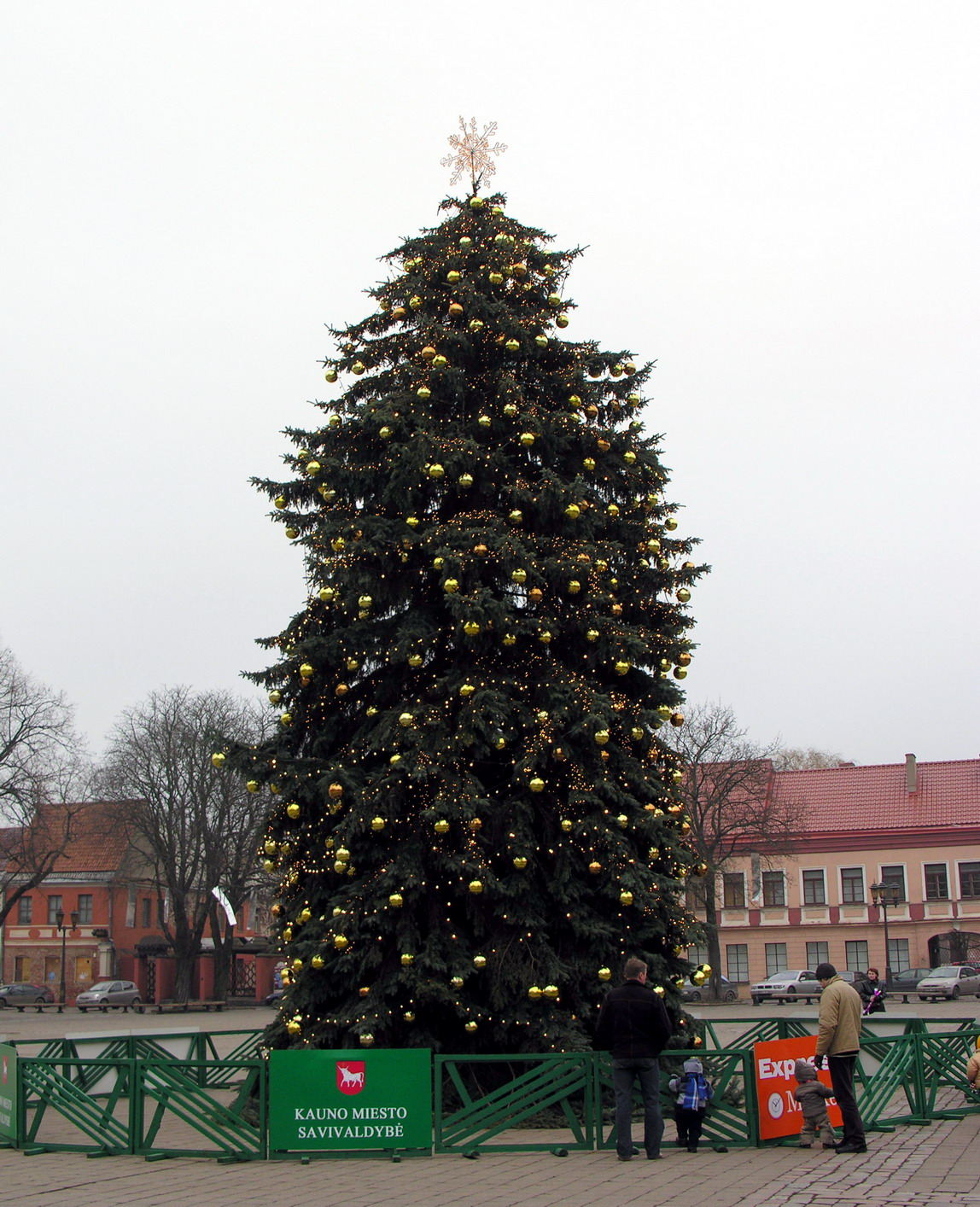
Kaunas, Litva, 2006
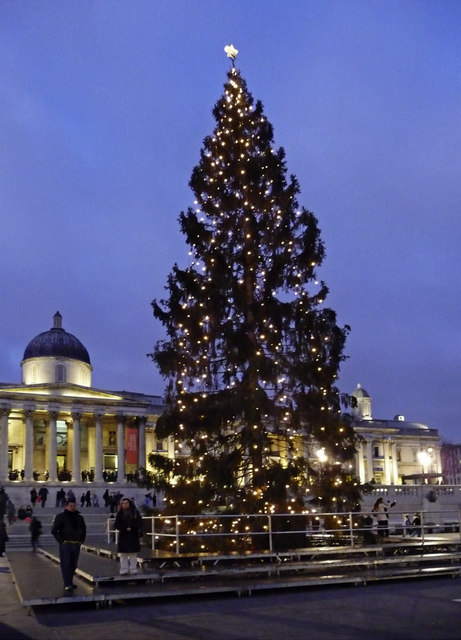
tại Trafalgar Square, London, năm 2008
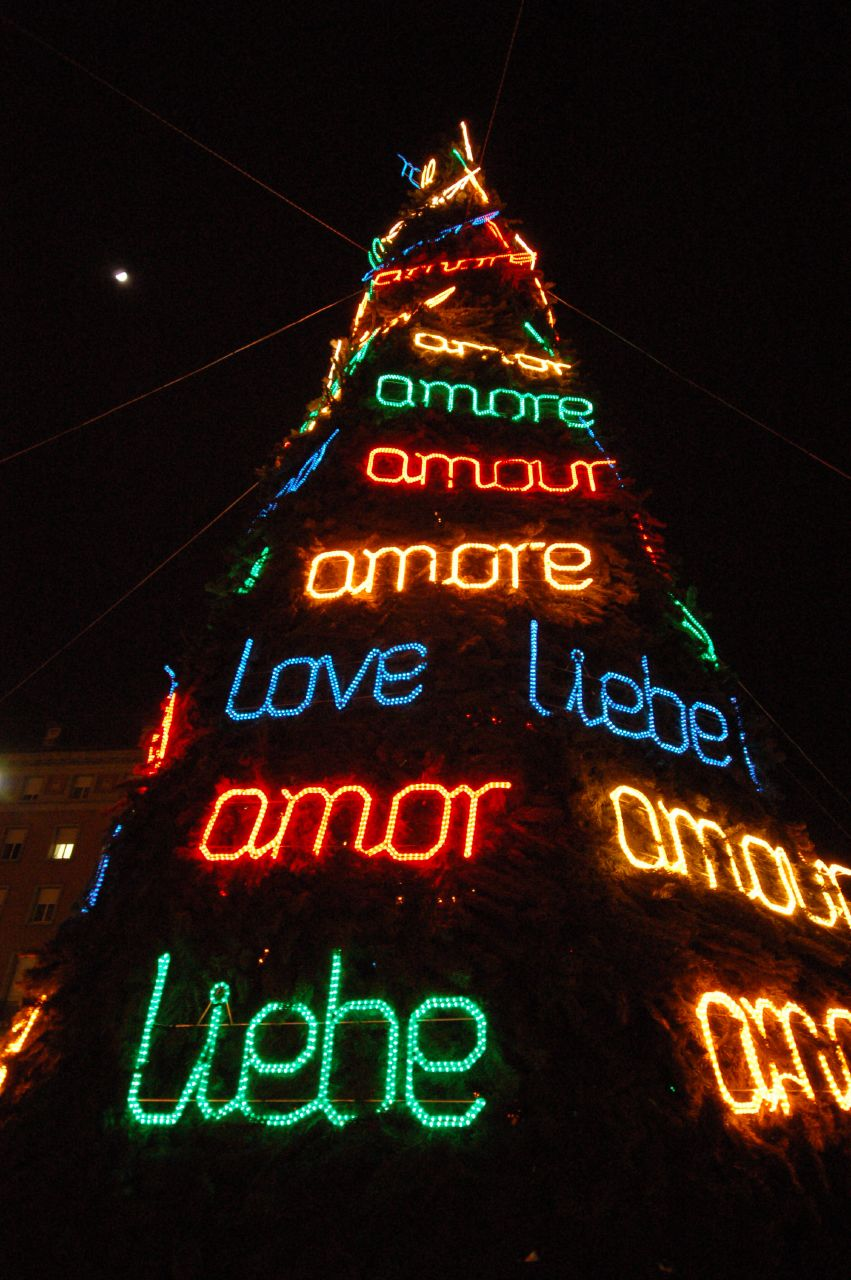
Madrid, 2006, với những chữ "yêu thương" bằng nhiều ngôn ngữ
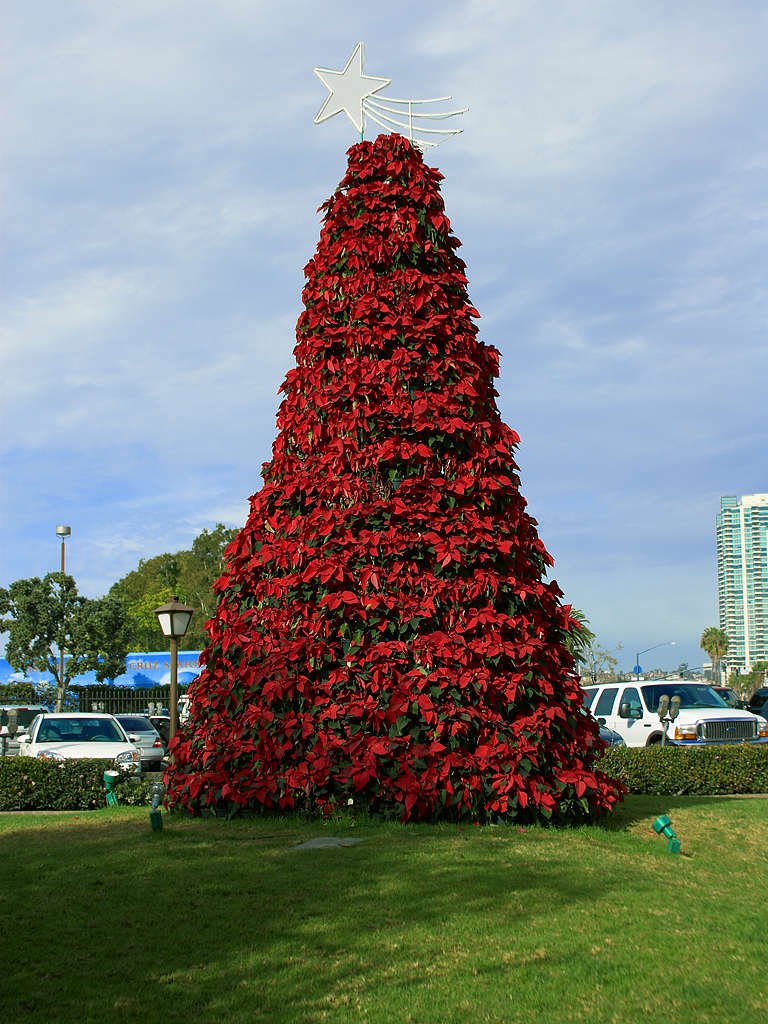
San Diego, 2006, ghép bằng những cây Hoa trạng nguyên